# Indén
Az indén gyúlékony policiklusos szénhidrogén, képlete C9H8. Molekuláját kondenzált benzol- és ciklopenténgyűrű alkotja. Színtelen, aromás folyadék, a technikai tisztaságú anyag gyakran halványsárga színű. Fő ipari felhasználása az indén/kumaron hőre lágyuló műanyagok gyártása. A szubsztituált indének és ezek indán rokonvegyületei fontos szerkezeti egységek, melyek számos természetes anyag és biológiailag aktív molekula, például a szulindak szerkezetében előfordulnak.

## Kinyerése
A természetben a kőszénkátrány 175–185 °C körüli hőmérsékleten forró frakciójában fordul elő. Ebből a frakcióból – nátriummal hevítve – „indénnátrium” szilárd csapadék formájában nyerhető ki. Ez az eljárás azt használja ki, hogy az indén gyenge sav – ezt a nátrium hatására történő, indenilszármazék keletkezésével járó deprotonálódás igazolja. Az indénnátrium ezután vízgőzdesztillációval visszaalakítható indénné.

## Reakciói
Készségesen polimerizálódik. Savas dikromáttal oxidálva homoftálsav (o-karboxilfenilecetsav) keletkezik belőle. Dietil-oxaláttal nátrium-etoxid jelenlétében kondenzációs reakcióba lép, ekkor indén-oxálészter keletkezik, míg aldehidekkel és ketonokkal lúg jelenlétében – erősen színes – benzofulvéneket képez. Lítiumorganikus reagensekkel történő kezelés hatására indenillítium vegyületek keletkeznek:
C9H8 + RLi → LiC9H7 + RH
Az indenil ligandum a fémorganikus kémiában, számos átmenetifém képez indenilkomplexet.

## Fordítás
Ez a szócikk részben vagy egészben  az   Indene című angol Wikipédia-szócikk ezen változatának fordításán alapul.  Az eredeti cikk szerkesztőit annak laptörténete sorolja fel. Ez a jelzés csupán a megfogalmazás eredetét és a szerzői jogokat jelzi, nem szolgál a cikkben szereplő információk forrásmegjelöléseként.

## További olvasnivalók
- W. v. Miller, Rohde (1890). „Zur Synthese von Indenderivaten”. Berichte der Deutschen Chemischen Gesellschaft 23 (2), 1881–1886. o. DOI:10.1002/cber.18900230227.
- W. v. Miller, Rohde (1890). „Zur Synthese von Indenderivaten”. Berichte der Deutschen Chemischen Gesellschaft 23 (2), 1887–1902. o. DOI:10.1002/cber.18900230228.
- Finar, I. L.. Organic Chemistry. Longman Scientific & Technical (1985). ISBN 0-582-44257-5